# Àlgebra lineal

L'espai euclidià tridimensional R^{3} és un espai vectorial, amb les línies i plans que passen a través de l'origen com a subespais vectorials en R^{3}.

L'àlgebra lineal és la branca de les matemàtiques que tracta l'estudi dels vectors, espais vectorials, transformacions lineals i sistemes d'equacions lineals. Els espais vectorials són un tema central en les matemàtiques modernes, per això s'usa àmpliament en l'àlgebra abstracta i l'anàlisi funcional. L'àlgebra lineal té una representació concreta a la geometria analítica, i té aplicacions al camp de les ciències naturals i a les ciències socials. També s'usen en la programació dels cercadors d'internet.
Els vectors i els espais vectorials són uns objectes matemàtics que poden servir per modelitzar l'espai físic de tres dimensions, però també altres conceptes que tenen característiques similars, com ara l'espaitemps de quatre dimensions, o altres objectes de més dimensions i fins i tot d'infinites dimensions com per exemple l'espai abstracte que formen el conjunt de funcions desenvolupables en sèrie de Taylor, el conjunt de totes les funcions complexes o les successions reals.
Les aplicacions lineals són un cas particular de funcions que a cada vector d'un espai vectorial li fan correspondre (o el transformen en) un altre vector d'un altre (o del mateix) espai vectorial. La particularitat que caracteritza a les aplicacions lineals és que "respecten" la suma de vectors i el producte per un escalar. Una funció és una aplicació lineal si i només si és el mateix transformar la suma de dos vectors multiplicats per un escalar que sumar el resultat de transformar-los un per un.
Les matrius són llistes de vectors que normalment es representen en una taula. Com que les aplicacions lineals queden completament determinades un cop es coneix quina transformació fan a un conjunt de vectors tals que els altres es puguin escriure com a suma d'aquests (el nombre de vectors que cal és igual a la dimensió de l'espai), aplegant els vectors resultat de transformar un d'aquests conjunts (anomenat base) s'obté una matriu que determina l'aplicació lineal. Llavors l'estudi de les matrius facilita l'estudi de les aplicacions lineals.
Els determinants són funcions que a un conjunt de vectors (en un nombre igual a la dimensió de l'espai) li assignen el volum amb signe (o hipervolum si l'espai és de dimensió diferent de 3) del paralel·lepípede (o hiperparal·lelepípede) que defineixen. Si els vectors estan aixafats en un espai de dimensió més petita que l'espai total (per exemple un pla en un espai de tres dimensions) el determinant és zero. Això permet caracteritzar els conjunts de vectors, les matrius i les aplicacions associades.

## Història
Els primers elements del que avui coneixem com àlgebra lineal s'han trobat en el document matemàtic més antic que ha arribat fins avui en dia: el Papir de Rhind, conservat al Museu Britànic (amb alguns fragments al Brooklyn Museum), i conegut també com el Llibre de Càlcul, el qual va ser escrit pel sacerdot egipci Ahmés cap a l'any 1650 aC. En aquest valuós document es consideren les equacions de primer grau, on la incògnita apareix representada per un ibis que significa furgant a terra, possiblement per la seva primogènita aplicació a l'agrimensura.
També es troben antecedents estructurals en l'àlgebra babilònica, com ara en l'execució de la divisió com a multiplicació d'un nombre per l'invers del divisor. Els matemàtics grecs, per la seva banda, no es van ocupar pels problemes lineals, tot i que la solució general de l'equació de segon grau apareix en el tractat Els Elements d'Euclides.
Els matemàtics xinesos durant els segles iii i iv aC. varen continuar la tradició dels babilonis i ens van llegar els primers mètodes del pensament lineal. En l'obra Els nou capítols de les arts matemàtiques (九章算术) de Chuan Tsanom, composta l'any 152 aC. (durant la Dinastia Han), s'inclouen sistemàticament tots els coneixements matemàtics de l'època. En aquest tractat apareix el següent sistema lineal:

{\displaystyle 3x+2y+z=39}

{\displaystyle 2x+3y+z=34}

{\displaystyle x+2y+3z=36}

Així com un mètode per a la seva resolució, conegut com la regla de "fan-chen", la qual en essència, és el conegut mètode d'eliminació gaussiana dels nostres dies.
Després vindrien les aportacions dels matemàtics islàmics i europeus, els qui van seguir conreant el pensament lineal. Per exemple, Leonardo de Pisa (1170 - 1250), més conegut com a Fibonacci, en la seva obra Liber Quadratorum publicada en 1225, va estudiar el sistema no lineal (el qual és una generalització d'un problema que li havia proposat Giovanni da Palermo).
Esdeveniments crucials en el desenvolupament de l'àlgebra lineal són: la descoberta del sistema dels nombres complexos, com una extensió del sistema R i la primera prova de l'anomenat teorema fonamental de l'àlgebra, el qual afirma que cada polinomi no constant amb coeficients complexos té almenys una arrel complexa. El precursor dels nombres complexos va ser el doctor en medicina, astròleg, filòsof i matemàtic milanès Girolamo Cardano (1501 - 1576).
Fins al segle xviii l'àlgebra era, essencialment, l'art de resoldre equacions de grau arbitrari. El matemàtic i filòsof francès, i un dels iniciadors de l'Enciclopèdia, D'Alembert descobreix que les solucions d'un sistema Ax = b formen una varietat lineal. Així mateix, Euler, Lagrange i el mateix D'Alembert s'adonen que la solució general del sistema homogeni Ax = 0 és una combinació lineal d'algunes solucions particulars.
La història de l'àlgebra lineal moderna data de principis de la dècada de 1840. El 1843 William Rowan Hamilton (l'introductor del terme vector) creà els quaternions que descriuen la mecànica en tres dimensions i el 1844, Hermann Grassmann va publicar el llibre Die lineale Ausdehnungslehre. El 1857 Arthur Cayley va introduir les matrius, una de les idees algebraiques més fonamentals.
Les nocions de vector i d'espai vectorial, de Hamilton, Cayley i Grassmann, apareixen com una axiomatització de la idea de "vector" manejada pels estudiosos de la Mecànica des fins del segle xvii. A més Grassmann, considerat el mestre de l'àlgebra lineal, introdueix el producte geomètric i lineal, sent el primer d'aquests l'equivalent al nostre producte vectorial. També introdueix les nocions d'independència lineal d'un conjunt de vectors, així com de la dimensió d'un espai vectorial, i prova la clàssica identitat.
A pesar d'aquestes idees l'àlgebra lineal no fou desenvolupada fins a principis del segle xx.

## Camp d'estudi

Representació gràfica de la suma de dos vectors en.

Per il·lustrar els conceptes bàsics estudiats en l'àlgebra lineal sol prendre com a exemple l'espai vectorial {\displaystyle \mathbb {R} ^{n}} (conegut també com a espai vectorial real de dimensió n, és a dir, un espai format per vectors de n components) per ser el més simple i alhora el més usat en aplicacions d'ús.
Els objectes bàsics d'estudi són les n-tuples ordenades de nombres reals {\displaystyle (x_{1},x_{2},\ldots ,x_{n})} que s'anomenen vectors i el conjunt de tots els vectors amb n elements forma un espai vectorial {\displaystyle \mathbb {R} ^{n}}.
De manera més formal, l'àlgebra lineal estudia conjunts denominats espais vectorials, els quals consten d'un conjunt de vectors i un conjunt d'escalars (que té estructura de  camp, amb una operació de suma de vectors i una altra de producte entre escalars i vectors que satisfan certes propietats (per exemple, que la suma és commutativa). (mètodes quantitatius).
Estudia també transformacions lineals, que són funcions entre espais vectorials que satisfan les dues condicions de linealitat:
- la suma de vectors {\displaystyle T(\mathbf {u} +\mathbf {v} )=T(\mathbf {u} )+T(\mathbf {v} )}, i
- el producte per escalar {\displaystyle T(r\cdot \mathbf {u} )=r\cdot T(\mathbf {u} )}.

A diferència de l'exemple desenvolupat en la secció anterior, els vectors no necessàriament són n-ades d'escalars, sinó que poden ser elements d'un conjunt qualsevol (de fet, a partir de tot conjunt pot construir un espai vectorial sobre un camp fix).
Finalment, l'àlgebra lineal estudia també les propietats que apareixen quan s'imposa estructura addicional sobre els espais vectorials, sent una de les més freqüents l'existència d'un producte intern (una mena de producte entre dos vectors) que permet introduir nocions com a longitud de vectors i angle entre un parell d'aquests ...

Així, per exemple, el vector (4.5, 7/11, -8) és un vector de l'espai {\displaystyle \mathbb {R} ^{3}} i (6, -1, 0, 2, 4) és un element de {\displaystyle \mathbb {R} ^{5}}. En particular, {\displaystyle \mathbb {R} ^{2}} correspon a un pla cartesià XY i {\displaystyle \mathbb {R} ^{3}} és l'espai euclidià proveït d'un sistema de coordenades XYZ.
Les operacions bàsiques entre els vectors (pel que fa a l'àlgebra lineal) són dues: 
El producte per un escalar en {\displaystyle \mathbb {R} ^{n}} segueix la regla:

{\displaystyle r\cdot (x_{1},x_{2},\ldots ,x_{n})=(rx_{1},rx_{2},\ldots ,rx_{n}).}

La interpretació gràfica del producte per escalar és una contracció o dilatació del vector (depenent de la magnitud de l'escalar, és a dir, si {\displaystyle r} és major o menor d'1), juntament amb una possible inversió del seu sentit (si el signe és negatiu, és a dir, si {\displaystyle r} és major o menor de 0).
Les funcions {\displaystyle T} d'interès per a l'àlgebra lineal, entre els espais vectorials descrits, són les que satisfan les dues condicions següents amb les operacions bàsiques per tot parell de vectors {\displaystyle \mathbf {u,v} } i tot escalar {\displaystyle r}:

{\displaystyle T(\mathbf {u+v} )=T(\mathbf {u} )+T(\mathbf {v} ),\qquad T(r\cdot \mathbf {u} )=r\cdot T(\mathbf {u} ).}

Les funcions que compleixen les condicions anteriors es denominen transformacions lineals i en l'exemple que estem utilitzant corresponen a vectors de nombres reals, però es pot estendre a matrius de l'espai {\displaystyle \mathbb {R} ^{n}\times \mathbb {R} ^{m}} que són les matrius de nombres reals de mida {\displaystyle n\times m}.
L'àlgebra lineal estudia llavors les diferents propietats que tenen aquests conceptes i les relacions entre aquests. Per exemple, estudia quan una "equació" de la forma {\displaystyle \mathbf {A} \mathbf {u} =\mathbf {v} } (on u, v són vectors i A és una matriu) té solució, problema que és equivalent a determinar si un sistema d'equacions lineals té solució o no.

### Espais vectorials
Les estructures principals de l'àlgebra lineal són  espais vectorials. Un espai vectorial sobre un cos F és un  conjunt V, juntament amb dues  operacions binàries. Els elements de V s'anomenen vectors i els  elements de F s'anomenen escalars. La primera operació, addició de vectors, dos vectors v i w i el resultat és el tercer vector  v +w. La segona operació té qualsevol escalar a i tots els vectors v i el resultat és un nou  vector av. En vista del primer exemple, on es realitza la multiplicació per reescalar el vector v per un escalar a, la multiplicació es diu multiplicació escalar de v per a. Les operacions de suma i multiplicació en un espai vectorial han de complir els següents axiomes A la llista a continuació, u, v i w són vectors arbitraris en V i a i b escalars a F.
| Axioma                                                                  | Significat |
| Propietat associativa d'addició                                         | {\displaystyle \mathbf {u} +(\mathbf {v} +\mathbf {w} )=(\mathbf {u} +\mathbf {v} )+\mathbf {w} } |
| Commutativitat d'addició                                                | {\displaystyle \mathbf {u} +\mathbf {v} =\mathbf {v} +\mathbf {u} } |
| Element neutre d'addició                                                | Hi ha un element {\displaystyle \mathbf {0} \in V}, anomenat Vector nul, de manera que {\displaystyle \mathbf {v} +\mathbf {0} =\mathbf {v} } "per a tots {\displaystyle \mathbf {v} \in V}".                                     |
| Element invers d'addició                                                | Per cada {\displaystyle \mathbf {v} \in V}, hi ha un element {\displaystyle -\mathbf {v} \in V}, anomenat invers additiu de {\displaystyle \mathbf {v} }, de manera que {\displaystyle \mathbf {v} +(-\mathbf {v} )=\mathbf {0} } |
| Distributiva de multiplicació escalar respecte a la suma de vectors     | {\displaystyle a\cdot (\mathbf {u} +\mathbf {v} )=a\mathbf {u} +a\mathbf {v} } |
| Distributiva de multiplicació escalar respecte a l'addició de camp      | {\displaystyle (a+b)\cdot \mathbf {v} =a\mathbf {v} +b\mathbf {v} } |
| Compatibilitat de la multiplicació escalar amb la multiplicació de camp | {\displaystyle a\cdot (b\mathbf {v} )=(a\cdot b)\cdot \mathbf {v} } |
| Element d'identitat de la multiplicació escalar                         | {\displaystyle 1\mathbf {v} =\mathbf {v} }, on {\displaystyle 1} representa la identitat multiplicativa de F. |

Els elements d'un espai vectorial general V també serien objectes de qualsevol naturalesa, per exemple,  funcions,  polinomis, vectors o matrius. Àlgebra lineal s'ocupa de les propietats comunes a tots els espais vectorials.

### Espais vectorials d'ús comú
Dins dels espais vectorials de dimensió finita, són d'ampli ús dels tres tipus següents d'espais vectorials:

### Vectors en Rn
Aquest espai vectorial està format pel conjunt de vectors de n dimensions (és a dir amb n nombre de components). Podem trobar un exemple d'ells en els vectors de {\displaystyle \mathbb {R} ^{2}}, que són famosos per representar les coordenades cartesianes: (2,3), (3,4), ...

#### Matriusm×n
És un arranjament rectangular de nombres, símbols o expressions, les dimensions són descrites en les quantitats de files (usualment m) per les de columnes (n) que posseeixen. Els arranjaments matricials són particularment estudiats per l'àlgebra lineal i són bastant usats en les ciències i enginyeria.

#### Espai vectorial de polinomis en una mateixa variable
Un exemple d'espai vectorial està donat per tots els polinomis el grau és menor o igual a 2 amb coeficients reals sobre una variable x.
Exemples de tals polinomis són:

{\displaystyle 4x^{2}-5x+1,\quad {\frac {2x^{2}}{7}}-3,\quad 8x+4,\quad 5}

La suma de dos polinomis el grau no excedeix a 2 és un altre polinomi el grau no excedeix a 2:

{\displaystyle (3x^{2}-5x+1)+(4x-8)=3x^{2}-x-7}

El camp d'escalars és naturalment el dels nombres reals, i és possible multiplicar un nombre per un polinomi:

{\displaystyle 5\cdot (2x+3)=10x+15}

on el resultat novament és un polinomi (és a dir, un vector).
Un exemple de transformació lineal és l'operador derivada D, que assigna a cada polinomi el resultat de  derivar:

{\displaystyle D(3x^{2}-5x+7)=6x-5.}

L'operador derivada satisfà les condicions de linealitat, i encara que és possible demostrar-ho amb rigor, simplement ho il·lustrem amb un exemple la primera condició de linealitat:

{\displaystyle D((4x^{2}+5x-3)+(x^{2}-x-1))=D(5x^{2}+4x-4)=10x+4}

i d'altra banda:

{\displaystyle D(4x^{2}+5x-3)+D(x^{2}-x-1)=(8x+5)+(2x-1)=10x+4.}

Qualsevol espai vectorial té una representació en coordenades similar a {\displaystyle \mathbb {R} ^{n}}, la qual cosa s'obté mitjançant l'elecció d'una base (és a dir, un conjunt especial de vectors), i un dels temes recurrents en l'àlgebra lineal és l'elecció de bases apropiades perquè els vectors de coordenades i les matrius que representen les transformacions lineals tinguin formes senzilles o propietats específiques.

## Aplicacions comunes
A causa de la ubiqüitat dels espais vectorials, àlgebra lineal s'utilitza en molts camps de les matemàtiques, les ciències naturals, les ciències de la computació i la ciència social. Aquests són només alguns exemples d'aplicacions d'àlgebra lineal.

### Solució de sistemes d'equacions lineals
L'àlgebra lineal proporciona l'entorn formal per la combinació lineal d'equacions usades en el mètode de Gauss. Suposem que l'objectiu és trobar i descriure la solució, si n'hi ha, del següent sistema d'equacions lineals:
{\displaystyle {\begin{alignedat}{7}2x&&\;+\;&&y&&\;-\;&&z&&\;=\;&&8&\qquad (L_{1})\\-3x&&\;-\;&&y&&\;+\;&&2z&&\;=\;&&-11&\qquad (L_{2})\\-2x&&\;+\;&&y&&\;+\;&&2z&&\;=\;&&-3&\qquad (L_{3})\end{alignedat}}}
L'algorisme de reducció de Gauss és el següent: eliminar  x de totes les equacions baix L1, i després eliminar y de totes les equacions sota de L₂. Això posarà el sistema en forma triangular. Després, utilitzant substitució regressiva, cada incògnita es pot resoldre per:
{\displaystyle L_{2}+{\tfrac {3}{2}}L_{1}\rightarrow L_{2}}
{\displaystyle L_{3}+L_{1}\rightarrow L_{3}}
El resultat és:
{\displaystyle {\begin{alignedat}{7}2x&&\;+&&y&&\;-&&\;z&&\;=\;&&8&\\&&&&{\frac {1}{2}}y&&\;+&&\;{\frac {1}{2}}z&&\;=\;&&1&\\&&&&2y&&\;+&&\;z&&\;=\;&&5&\end{alignedat}}}
Ara la incògnita y pot ésser eliminada de L₃ sumant -4L₂ a L₃:
{\displaystyle L_{3}+-4L_{2}\rightarrow L_{3}}
i el resultat és:
{\displaystyle {\begin{alignedat}{7}2x&&\;+&&y\;&&-&&\;z\;&&=\;&&8&\\&&&&{\frac {1}{2}}y\;&&+&&\;{\frac {1}{2}}z\;&&=\;&&1&\\&&&&&&&&\;-z\;&&\;=\;&&1&\end{alignedat}}}
Aquest resultat és un sistema d'equacions lineals en forma triangular, per tant la primera part de l'algorisme està completa.
L'última part consisteix en solucionar les incògnites en ordre invers, de la següent manera
{\displaystyle z=-1\quad (L_{3})}
Aleshores, la incògnita z pot ser substituïda a L₂, que pot ser solucionada per a obtenir
{\displaystyle y=3\quad (L_{2})}
Després, les incògnites z iy poden ser substituïdes a L1, que pot ser solucionada per a obtenir
{\displaystyle x=2\quad (L_{1})}
El sistema està solucionat.
En general, un sistema d'equacions lineals es pot escriure en expressió matricial: 
{\displaystyle Ax=b.}
La solució a aquest sistema es caracteritza pels següents passos. Primer es troba una solució particular x0 d'aquesta equació utilitzant el mèdode d'eliminació de Gauss. Després, es calculen les solucions de Ax = 0; en altres paraules, es calcula el nullspace N de A. El conjunt de solucions d'aquesta equació ve determinat per {\displaystyle x_{0}+N=\{x_{0}+n:n\in N\}}.
Si el nombre de variables és igual al nombre d'equacions, aleshores el sistema té una solució única si i solament si detA ≠ 0.

## Generalització i temes relacionats
Com que l'àlgebra lineal és una teoria reeixida, els seus mètodes s'han desenvolupat per altres àrees de la matemàtica: a la teoria de mòduls, que substitueix al  cos en els escalars per un  anell, en el àlgebra multilineal, un brega amb 'múltiples variables' en un problema de mapatge lineal, en el qual cada nombre de les diferents variables es dirigeix al concepte de tensor, en la teoria de l'espectre dels operadors de control de matrius de dimensió infinita, aplicant l'anàlisi matemàtica en una teoria que no és purament algebraica. En tots aquests casos les dificultats tècniques són molt més grans.